# Pernambucói tüskefarkú
A pernambucói tüskefarkú (Synallaxis infuscata) a madarak (Aves) osztályának verébalakúak (Passeriformes) rendjébe és a fazekasmadár-félék (Tyrannidae) családjába tartozó faj.

## Rendszerezése
A fajt Olivério Mário de Oliveira Pinto brazil ornitológus írta le 1950-ben.

## Előfordulása
Dél-Amerikában az Atlanti-óceán partvidékékén, Brazília északkeleti részén Pernambuco állam területén honos. Természetes élőhelyei a szubtrópusi vagy trópusi síkvidéki esőerdők és cserjések. Állandó, nem vonuló faj.

## Megjelenése
Testhossza 18 centiméter, testtömege 16-20 gramm.

## Életmódja
Ízeltlábúakkal táplálkozik.

## Természetvédelmi helyzete
Az elterjedési területe nagyon kicsi, egyedszáma 250-999 példány közötti és csökken. A Természetvédelmi Világszövetség Vörös listáján veszélyeztetett fajként szerepel.